# Haiti na Letnich Igrzyskach Olimpijskich 1924
Haiti na Letnich Igrzyskach Olimpijskich 1924 w Paryżu było reprezentowane przez 8 sportowców.

## Zdobyte medale
Ludovic Augustin, Astrel Rolland, Ludovic Valborge, Destin Destine, Eloi Metullus - karabin dowolny: 400 m, 600 m, 800 m, drużynowo

## Skład kadry

### Lekkoatletyka
Mężczyźni
- André Théard

100 metrów - odpadł w eliminacjach
200 metrów - odpadł w ćwierćfinałach
- Édouard Armand

400 metrów - odpadł w eliminacjach
800 metrów - odpadł w eliminacjach
Dziesięciobój - 23. miejsce
- Sylvio Cator

Skok w dal - 12. miejsce
Skok wzwyż - 15. miejsce

### Strzelectwo
Mężczyźni
- Ludovic Augustin - karabin dowolny, 600 m, indywidualnie - 5. miejsce
- Ludovic Valborge - karabin dowolny, 600 m, indywidualnie - 6. miejsce
- Destin Destine - karabin dowolny, 600 m, indywidualnie - 10. miejsce
- Astrel Rolland - karabin dowolny, 600 m, indywidualnie - 13. miejsce
- Ludovic Augustin, Astrel Rolland, Ludovic Valborge, Destin Destine, Eloi Metullus - karabin dowolny: 400 m, 600 m, 800 m, drużynowo - 3. miejsce